# Nie drocz się ze mną, Nagatoro!
Nie drocz się ze mną, Nagatoro! (jap. イジらないで、長瀞さん Ijiranaide, Nagatoro-san) – japoński komiks internetowy (manga) autorstwa Nanashiego, znanego również jako 774. Był publikowany w „Magazine Pocket”, internetowym magazynie mangowym wydawanym przez wydawnictwo Kōdansha, od listopada 2017 do lipca 2024. Na podstawie mangi studio Telecom Animation Film wyprodukowało serial anime, który był emitowany od kwietnia do czerwca 2021. Drugi sezon został wyprodukowany przez studio OLM, a jego emisja trwała od stycznia do marca 2023.
W Polsce mangę wydaje wydawnictwo Studio JG.

## Fabuła
Naoto Hachiouji, introwertyczny uczeń drugiej klasy liceum Kazehaya, woli unikać kontaktów społecznych, a w wolnym czasie rysuje mangi. Jednakże pierwszoroczna dziewczyna Hayase Nagatoro przypadkowo odkrywa jedną z jego prac, nazywa go „senpai” i dokucza mu do tego stopnia, że doprowadza go do płaczu. Nagatoro regularnie odwiedza go w sali klubu artystycznego, gdzie spędza czas, i droczy się z nim z powodu jego nieśmiałej osobowości i zainteresowań otaku, czasami w sposób sugestywny seksualnie, nazywając go lubieżnym. Kiedy ona naciska na niego, by stał się bardziej asertywny, senpai z kolei zakochuje się w Nagatoro i stopniowo wychodzi ze swojej skorupy i angażuje się w jej życie.
Senpai poznaje przyjaciółki Nagatoro, Gamo, Yosshii i Sakurę, które z początku wydają się być okrutnymi i płytkimi licealistkami, chcącymi tylko mu dokuczać, ale dostrzegają wzajemne zauroczenie senpaia i Nagatoro i stają się wspierającymi przyjaciółkami, które starają się zbliżyć ich do siebie.

## Bohaterowie
- Hayase Nagatoro (jap. 長瀞 早瀬 Nagatoro Hayase)

Seiyū: Sumire Uesaka 
- Naoto Hachiouji (jap. 八王子 直人 Hachiōji Naoto)

Seiyū: Daiki Yamashita 
- Maki Gamo (jap. ガモちゃん Gamō Maki)

Seiyū: Mikako Komatsu 
- Yosshii (jap. ヨッシー Yosshī)

Seiyū: Aina Suzuki 
- Sakura (jap. 桜)

Seiyū: Shiori Izawa 
- Sana Sunomiya (jap. 須ノ宮 さな Sunomiya Sana) / Przewodnicząca klubu (jap. 部長 Buchō)

Seiyū: Nana Mizuki 
- Misaki Nagatoro (jap. 長瀞 岬 Nagatoro Misaki)

Seiyū: Yoshino Nanjō 
- Orihara (jap. 折原)

Seiyū: Kaori Maeda 
- Hana Sunomiya (jap. 須ノ宮 ハナ Sunomiya Hana)

Seiyū: Sayumi Suzushiro 

## Komiks internetowy
Nanashi po raz pierwszy zaczął publikować wczesne prototypy tego, co miało stać się Nie drocz się ze mną, Nagatoro! na Pixiv między sierpniem 2011 a grudniem 2015, w tym okresie powstało łącznie 5 wydań.

## Manga
Manga była publikowana cyfrowo w czasopiśmie „Magazine Pocket” wydawnictwa Kōdansha od 7 listopada 2017 do 23 lipca 2024. Jej rozdziały zostały skompilowane do 20 tankōbonów, które wydawane były od 9 marca 2019 do 7 sierpnia 2024 pod imprintem Shonen Magazine Comics. Oprócz standardowego wydania, istnieje również wydanie specjalne zawierające prace kilku innych artystów. Antologia komiksowa zawierająca specjalne rozdziały autorstwa różnych artystów została wydana 24 kwietnia 2021. 
W Polsce licencję na wydawanie mangi zakupiło Studio JG. 

## Anime
Adaptacja anime została zapowiedziana 2 lipca 2020. Serię wyreżyserował Hirokazu Hanai z Telecom Animation Film, nad scenariuszem czuwał Taku Kishimoto, postacie zaprojektowała Misaki Suzuki, a muzykę skomponował Gin. Serial był emitowany od 11 kwietnia do 27 czerwca 2021 w Tokyo MX i innych stacjach. Seria liczyła 12 odcinków.
Drugi sezon został zapowiedziany podczas wydarzenia 23 października 2021. Później podano do wiadomości, że będzie nosił tytuł Don’t Toy with Me, Miss Nagatoro 2nd Attack, za reżyserię i produkcję będą zaś odpowiadać odpowiednio Shinji Ushiro i studio OLM, zastępując Hanaia i Telecom Animation Film. Reszta ekipy produkcyjnej powróciła do prac nad serialem. Emisja rozpoczęła się 8 stycznia i zakończyła 19 marca 2023, licząc 12 odcinków.
28 października 2021 Crunchyroll ogłosił, że serial otrzyma angielski dubbing, którego premiera odbyła się 11 stycznia 2022.

### Ścieżka dźwiękowa
| Nr             | Tytuł                                                           | Wykonawcy                                                 | Źródło   |
| Czołówka       | Czołówka                                                        | Czołówka                                                  | Czołówka |
| -------------- | --------------------------------------------------------------- | --------------------------------------------------------- | -------- |
| 1              | „EASY LOVE”                                                     | Sumire Uesaka                                             | [ 19 ]   |
| 2              | „Love Crazy”                                                    | Sumire Uesaka                                             | [ 20 ]   |
| Napisy końcowe |                                                                 |                                                           |          |
| 1              | „Colorful Canvas” (jap. カラフル・キャンバス Karafuru kyanbasu) | Sumire Uesaka, Mikako Komatsu, Aina Suzuki i Shiori Izawa | [ 21 ]   |
| 2              | „My Sadistic Adolescence”                                       | Sumire Uesaka, Mikako Komatsu, Aina Suzuki i Shiori Izawa | [ 20 ]   |